# 10997 Ґам
10997 Ґам (10997 Gahm) — астероїд головного поясу, відкритий 2 вересня 1978 року.
Тіссеранів параметр щодо Юпітера — 3,367.